# Medzihradné
Medzihradné je městská část Dolného Kubína.

## Historie
Do roku 1949 samostatná obec. První písemná zmínka pochází z roku 1354. Ve 30. letech 19. století obyvatelé v obci pálili vápno a vyráběli kamenné bahríky (cihličky), z nich se stavěly takzvané oravské pokojové pece.

## Geografie
Leží v údolí potoka Medzihradník. Medzihradné se dělí na dvě části Medzihradné a Kopanica.